# Casimiroa calderoniae
Casimiroa calderoniae là một loài thực vật có hoa trong họ Cửu lý hương. Loài này được F.Chiang & Medrano mô tả khoa học đầu tiên năm 1981.